# Leptaulax hidakai
Leptaulax hidakai là một loài bọ cánh cứng trong họ Passalidae. Loài này được Johki, Araya & Kon miêu tả khoa học năm 2003.